# Teste da razão de verossimilhança
Em estatística, o teste de razão de verossimilhança é um teste estatístico que torna possível testar um modelo paramétrico restrito a um modelo não restrito.

## Formalização
Se nós chamamos {\displaystyle \theta } o vetor dos parâmetros estimados pelo método de máxima verossimilhança, nós consideramos um teste do tipo : 
{\displaystyle H_{0}:\theta \in \Theta _{0}}
contra 
{\displaystyle H_{a}:\theta \notin \Theta _{0}}
Definimos então {\displaystyle {\hat {\theta }}} o estimador de máxima verossimilhança e {\displaystyle {\widehat {\theta _{0}}}} o estimador de máxima verossimilhança em {\displaystyle H_{0}}. Finalmente, definimos a estatística de teste:
{\displaystyle \lambda =-2\log \left({\frac {{\mathcal {L}}({\hat {\theta _{0}}})}{{\mathcal {L}}({\widehat {\theta }})}}\right)}
Sabemos que sob a hipótese nula, a estatística do teste da razão de verossimilhança segue uma lei do {\displaystyle \chi ^{2}} com um número de graus de liberdade igual ao número de restrições impostas pela hipótese nula (p) :
{\displaystyle \lambda (x_{1},\ldots ,x_{n})\sim \chi ^{2}(p)}
Portanto, rejeitamos o teste em {\displaystyle \alpha } quando a estatística de teste é maior que o quantil de ordem {\displaystyle 1-\alpha } da lei de {\displaystyle \chi ^{2}} em p graus de liberdade.
Podemos, portanto, definir o valor limite (valor-p) porque teste: 
{\displaystyle {\text{valor-p}}=1-F_{\chi _{p}^{2}}(\lambda )}